# Comuna Vîrî, Sarnî
Vîrî (în ucraineană Вири) este o comună în raionul Sarnî, regiunea Rivne, Ucraina, formată din satele Fedorivka, Hranitne, Oleksiivka și Vîrî (reședința).

## Demografie
Componența lingvistică a comunei Vîrî
     Ucraineană (99,5%)
     Alte limbi (0,5%)
Conform recensământului din 2001, majoritatea populației comunei Vîrî era vorbitoare de ucraineană (99,5%), existând în minoritate și vorbitori de alte limbi.